# Didier Plaschy
Didier Plaschy (Varen, 2 maggio 1973) è un allenatore di sci alpino ed ex sciatore alpino svizzero specialista delle prove tecniche.

## Biografia

### Carriera sciistica

#### Stagioni 1991-1999
Plaschy debuttò in campo internazionale in occasione dei Mondiali juniores di Geilo/Hemsedal 1991 e l'anno dopo, nell'edizione iridata giovanile di Maribor 1992, riuscì a vincere la medaglia d'argento sia nello slalom speciale sia nella combinata. In Coppa del Mondo ottenne il primo piazzamento di rilievo il 20 dicembre 1994 nello slalom speciale di Lech (28º) ed esordì ai Campionati mondiali a Sierra Nevada 1996, dove non completò lo slalom speciale. Nella stessa stagione in Coppa Europa fu 3º nella classifica della medesima specialità.
Ai XVIII Giochi olimpici invernali di Nagano 1998, sua unica presenza olimpica, si piazzò 12º nello slalom speciale; quello stesso anno in Coppa Europa fu 3º nella classifica generale e 2º in quella di slalom speciale, dopo aver tra l'altro ottenuto la sua ultima vittoria, nonché ultimo podio, nel circuito, il 13 marzo a Bardonecchia in slalom speciale. Durante la stagione 1998-1999 ottenne il primo podio della carriera in Coppa del Mondo, il 24 gennaio nello slalom speciale della Ganslern di Kitzbühel (2º); ai Mondiali di Vail/Beaver Creek 1999 non portò a termine né lo slalom gigante né lo slalom speciale.

#### Stagioni 2000-2009
L'annata 1999-2000 fu la migliore per lo sciatore in Coppa del Mondo, che nel giro di un mese conquistò le sue uniche vittorie della carriera, entrambe in slalom speciale: la prima il 23 novembre a Beaver Creek, la seconda il 21 dicembre a Kranjska Gora. Nel corso della stagione 2000-2001, l'ultima disputata da Plaschy ai massimi livelli, partecipò ai Mondiali di Sankt Anton am Arlberg, senza portare a termine lo slalom speciale, e prese per l'ultima volta il via a una gara di Coppa del Mondo, lo slalom speciale di Shigakōgen del 18 febbraio, nel quale non si qualificò per la seconda manche.
Negli ultimi anni della carriera continuò a gareggiare saltuariamente in Coppa Europa, Nor-Am Cup, Campionati svizzeri e gare FIS; si ritirò nel 2009 e la sua ultima gara in carriera fu lo slalom speciale FIS disputato il 4 marzo a Dizin.

### Carriera da allenatore
Dopo il ritiro dalle competizioni è divenuto allenatore della nazionale svizzera, occupandosi del settore maschile.

## Palmarès

### Mondiali juniores
- 2 medaglie:
  - 2 argenti (slalom speciale, combinata a Maribor 1992)

### Coppa del Mondo
- Miglior piazzamento in classifica generale: 28º nel 2000
- 3 podi (tutti in slalom speciale):
  - 2 vittorie
  - 1 secondo posto

#### Coppa del Mondo - vittorie
| Data             | Località      | Paese       | Specialità |
| ---------------- | ------------- | ----------- | ---------- |
| 23 novembre 1999 | Beaver Creek  | Stati Uniti | SL         |
| 21 dicembre 1999 | Kranjska Gora | Slovenia    | SL         |

Legenda:

SL = slalom speciale

### Coppa Europa
- Miglior piazzamento in classifica generale: 3º nel 1998
- 8 podi (dati dalla stagione 1994-1995):
  - 2 vittorie
  - 4 secondi posti
  - 2 terzi posti

#### Coppa Europa - vittorie
| Data            | Località     | Paese    | Specialità |
| --------------- | ------------ | -------- | ---------- |
| 20 gennaio 1998 | Grimentz     | Svizzera | SL         |
| 13 marzo 1998   | Bardonecchia | Italia   | SL         |

Legenda:

SL = slalom speciale

### Nor-Am Cup
- Miglior piazzamento in classifica generale: 24º nel 2000
- 2 podi (dati dalla stagione 1994-1995):
  - 1 vittoria
  - 1 secondo posto

#### Nor-Am Cup - vittorie
| Data             | Località     | Paese       | Specialità |
| ---------------- | ------------ | ----------- | ---------- |
| 15 novembre 1999 | Breckenridge | Stati Uniti | SL         |

Legenda:

SL = slalom speciale

### Far East Cup
- 5 podi (dati dalla stagione 1994-1995):
  - 3 vittorie
  - 2 terzi posti

#### Far East Cup - vittorie
| Data          | Località    | Paese    | Specialità |
| ------------- | ----------- | -------- | ---------- |
| 8 marzo 1995  | Nozawaonsen | Giappone | GS         |
| 9 marzo 1995  | Nozawaonsen | Giappone | SL         |
| 16 marzo 1997 | Nozawaonsen | Giappone | GS         |

Legenda:

GS = slalom gigante

SL = slalom speciale

### Campionati svizzeri
- 3 medaglie (dati dalla stagione 1994-1995)[1]:
  - 3 ori (slalom gigante, slalom speciale nel 1999; slalom speciale nel 2000)